# Places (Brad Mehldau)
| Recensione                | Giudizio |
| ------------------------- | -------- |
| AllMusic                  |          |
| The Penguin Guide to Jazz |          |
| Sputnikmusic              | 3,8/5    |

Places è un album in studio del pianista e compositore statunitense Brad Mehldau, pubblicato il 5 settembre 2000 dalla Warner Bros.

## Tracce
Tutte composte da Brad Mehldau
1. Los Angeles – 5:21
2. 29 Palms – 5:09
3. Madrid – 6:07
4. Amsterdam – 3:38
5. Los Angeles II – 5:18
6. West Hartford – 5:39
7. Airport Sadness – 4:48
8. Perugia – 3:52
9. A Walk in the Park – 5:59
10. Paris – 6:30
11. Schloss Elmau – 6:32
12. Am Zauberberg – 7:07
13. Los Angeles (Reprise) – 3:28

## Formazione
- Brad Mehldau – piano
- Larry Grenadier – contrabbasso (tracce 1, 3, 6, 9, 11 e 13)
- Jorge Rossy – batteria (tracce 1, 3, 6, 9, 11 e 13)

## Crediti
- Produzione: Brad Mehldau
- Progettazione: Bernie Kirsch
- Mastering: Andrew Garver
- Art direction e design: Lawrence Azerrad
- Fotografia: Michael Lewis